# Icare (entreprise)
Pour les articles homonymes, voir Icare (homonymie).
Icare est une entreprise française d'assurances spécialisée dans le domaine automobile. Précurseur des programmes de garantie et d'extension de garantie automobile en France, elle conçoit et commercialise des services d'assistance et de garantie personnalisés pour l'automobiliste.

## Présentation
Icare est une société d'assurances, d'assistance et de services qui développe des solutions professionnelles sur-mesure en garantie panne mécanique, extension de garantie, contrat d'entretien-réparation et carte de fidélité multiservice. L'entreprise évolue sur les marchés des véhicules neufs et d'occasion. Sa mission est d'accompagner les professionnels de l'automobile dans la satisfaction et la fidélisation de leurs clients.
Créée le 22 avril 1983, elle est dirigée par Cyril Petit  depuis septembre 2016; et présidée, depuis 2014, par Jean-Bertrand Laroche, également directeur général adjoint de BNP Paribas Cardif. Elle compte 134 salariés répartis sur deux sites en France.
Son siège social est situé à Boulogne-Billancourt dans le département des Hauts-de-Seine. Les plateaux de gestion des dossiers techniques d'Icare (plateforme technique) et le service relation clientèle sont situés au Mans (Pays de la Loire).
Icare est présent en France métropolitaine ainsi que dans les DROM-COM  (Départements, Régions et Collectivités d'Outre-mer).
Son chiffre d'affaires représentait 85,9 millions d'euros en 2015.

## Historique

### Les premières années
La société Icare SA est créée en 1983 en région parisienne dans le but de distribuer et gérer des contrats d'entretien et de réparation à destination des flottes automobiles. Au début des années 1990, la société innove avec le lancement des premières solutions de garantie panne mécanique. Par la suite, des solutions d'extension de garantie viennent enrichir les produits de financement automobile.
L'entreprise élargit son offre, au début de la décennie suivante, avec la commercialisation du premier contrat d'entretien en kilométrage illimité.
En juin 2002, pour faire face à son développement, Icare transfère sa plateforme technique au Mans, ville de l'automobile et de l'assurance. Trois ans plus tard,  le service relation clientèle rejoint les locaux du Mans (Sarthe).

### 2004-2014, années charnières
Détenue à l'origine par Sofinco, la société Icare bénéficie traditionnellement de la confiance des grandes sociétés du secteur de la banque et l'assurance. En 2000, Axa Private Equity Fund (devenu Ardian), fonds d'investissement de l'assureur, investit dans le capital de l'entreprise.
En septembre 2004, le groupe Europ Assistance rachète Icare SA. L'objectif de cette acquisition est double:
- permettre au groupe international de renforcer son activité automobile
- ouvrir des opportunités de développement hors des frontières nationales en garantie panne mécanique

Les deux entreprises travaillent conjointement à améliorer l'offre de services en assurance, garantie, entretien et assistance adaptés aux besoins de mobilité des particuliers comme des professionnels.
En 2014, Icare est acquis par BNP Paribas Cardif.,
Partenaire majeur d'établissements financiers en France et à l'international, grâce à son offre d'assurances liées au crédit, cette acquisition permettra de compléter l'offre de BNP Paribas Cardif, afin de mieux répondre aux attentes des consommateurs et aux nouveaux modes d'usage du véhicule.
Icare devient le centre d'expertise de BNP Paribas Cardif en matière de Garantie Commerciale véhicules neufs et occasion, Extension de Garantie VN et VO et programme de maintenance pour l'auto, la moto et le monde du loisirs (Camping Cars). À ce titre, la présence d'Icare est amenée à se développer dans les 36 pays où BNP Paribas Cardif est présent. Icare déploie ainsi la totalité de sa chaîne de valeur à l’international :
- Application métier unique pour la gestion intégrée des contrats
- Expérience digitale pour les distributeurs et les clients finaux
- Reporting complet et paramétrable de type « Business Intelligence »
- Animation terrain

## Métiers
Icare couvre 3 métiers :
- Assureur
- Gestionnaire de sinistres
- Assisteur

## Produits et services
Icare propose aux professionnels de l'automobile (grandes marques, groupes de distribution, organismes financiers, assureurs) et aux particuliers les produits et services suivants :
- Garantie Véhicule d'Occasion (VO)
- Extension de garantie Véhicule Neuf (VN) et Véhicule d'Occasion (VO)
- Contrat Entretien-Réparation
- Assistance
- Assurances affinitaires

## Organisation
En 2016, la société est dirigée par :
Président du CA : Jean-Bertrand Laroche (2014- En cours)

Directeur général : Cyril Petit (2016- En cours)

## Communication
À l'occasion de ses 30 ans d'existence, Icare a modifié son identité visuelle pour accompagner son nouveau positionnement et ses nouvelles ambitions. Cette identité traduit une dimension humaine plus forte liée à la relation avec ses clients. Depuis, Icare a fortement développé sa présence dans les publications spécialiséeset a mis en place une politique de sponsoring, lui permettant de mieux affirmer son positionnement de référent du secteur[réf. nécessaire].
Pour marquer son acquisition par BNP Paribas Cardif et ses nouvelles ambitions, Icare adapte son identité visuelle et modifie son logotype en 2016.

Jusqu'en 2012
Entre 2013 et 2015
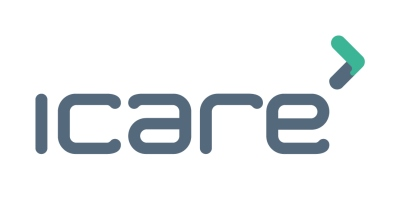
Nouveau Logo 2016

En mars 2017, Icare lance son nouveau site corporate : www.icare-service.net
Consultable aussi bien depuis PC, tablette ou mobile, ce nouveau site internet, cohérent avec la nouvelle identité visuelle, présente l'ensemble de nos produits et services, mais aussi l’entreprise Icare. A travers ce site, Icare s’inscrit dans une démarche de modernisation en proposant  un outil d’information plus proche des besoins de ses clients.